# تشاد هنري
تشاد هنري (بالإنجليزية: Chad Henry)‏ هو ملحن أمريكي، ولد في 9 أكتوبر 1946 في سياتل في الولايات المتحدة.